# Epiactaeodes
Epiactaeodes is een geslacht van kreeftachtigen uit de klasse van de Malacostraca (hogere kreeftachtigen).

## Soorten
- Epiactaeodes pictus (Zehntner, 1894)
- Epiactaeodes tesselatus (Pocock, 1890)